# Adolf-Grimme-Preis 1968
Der 5. Adolf-Grimme-Preis wurde 1968 verliehen. Die Preisverleihung fand am 8. März 1968 im Rathaus der Stadt Marl statt.

## Preisträger

### Adolf-Grimme-Preis mit Gold
- Dieter Waldmann (für das Buch zu Das ausgefüllte Leben des Alexander Dubronski, ZDF)
- Helmut Käutner (für Buch und Regie zu Valentin Katajews chirurgische Eingriffe in das Seelenleben des Dr. Igor Igorowitsch, SR)

### Adolf-Grimme-Preis mit Silber
- Klaus Simon (Buch) und Thomas Schamoni (Regie) (für die Sendung William Faulkner und Jefferson, WDR).
- Roman Brodmann (für Buch und Regie zu Der Polizeistaatsbesuch – Beobachtungen unter deutschen Gastgebern, SDR)
- Redaktionsteam der Sendereihe Biologie im Telekolleg, BR
- Klaus Riemer, Wilhelm Theopold und Karin Fränkel (für die Sendereihe Ein Kind wächst heran, HR)

### Adolf-Grimme-Preis mit Bronze
- F.A. Krummacher (Buch) und Helmut Lange (Buch und Regie) (für die Sendung Lebensraum im Osten – Ein Wahn und sein Preis, ZDF)
- Leonhard Reinirkens und das Produktionsteam der Sendereihe Rechtsfälle des Alltags, SFB

### Besondere Ehrung
- Heinz Huber (posthum[2] für seine Verdienste auf dem Gebiet bildender Fernsehsendungen)

### Lobende Erwähnung
- Vicco von Bülow (für Produktion und Buch zu Cartoon, SDR)
- Peter Fleischmann (für Buch und Regie zu Herbst der Gammler, Radio Bremen)

### Ehrende Anerkennung der Pressejury
- Hoimar von Ditfurth (für die Regie bei Experiment mit dem Leben – Griff nach dem Gehirn, WDR)
- Carl Weiss (für Buch und Regie zu Amerikas Westen liegt im Fernen Osten, ZDF)
- HR (für die Sendung Der Reichstagsbrandprozess)
- Hans A. Traber (für die Regie bei Leben unter der Lupe)
- Dieter Meichsner (für das Buch zu Das Arrangement, ZDF)

### Sonderpreis der Landesregierung Nordrhein-Westfalen
- Martin Esslin (für die Regie bei Das Theater des Absurden, 2. Folge: Warten auf Godot, BR)